# Wheeling Suspension Bridge

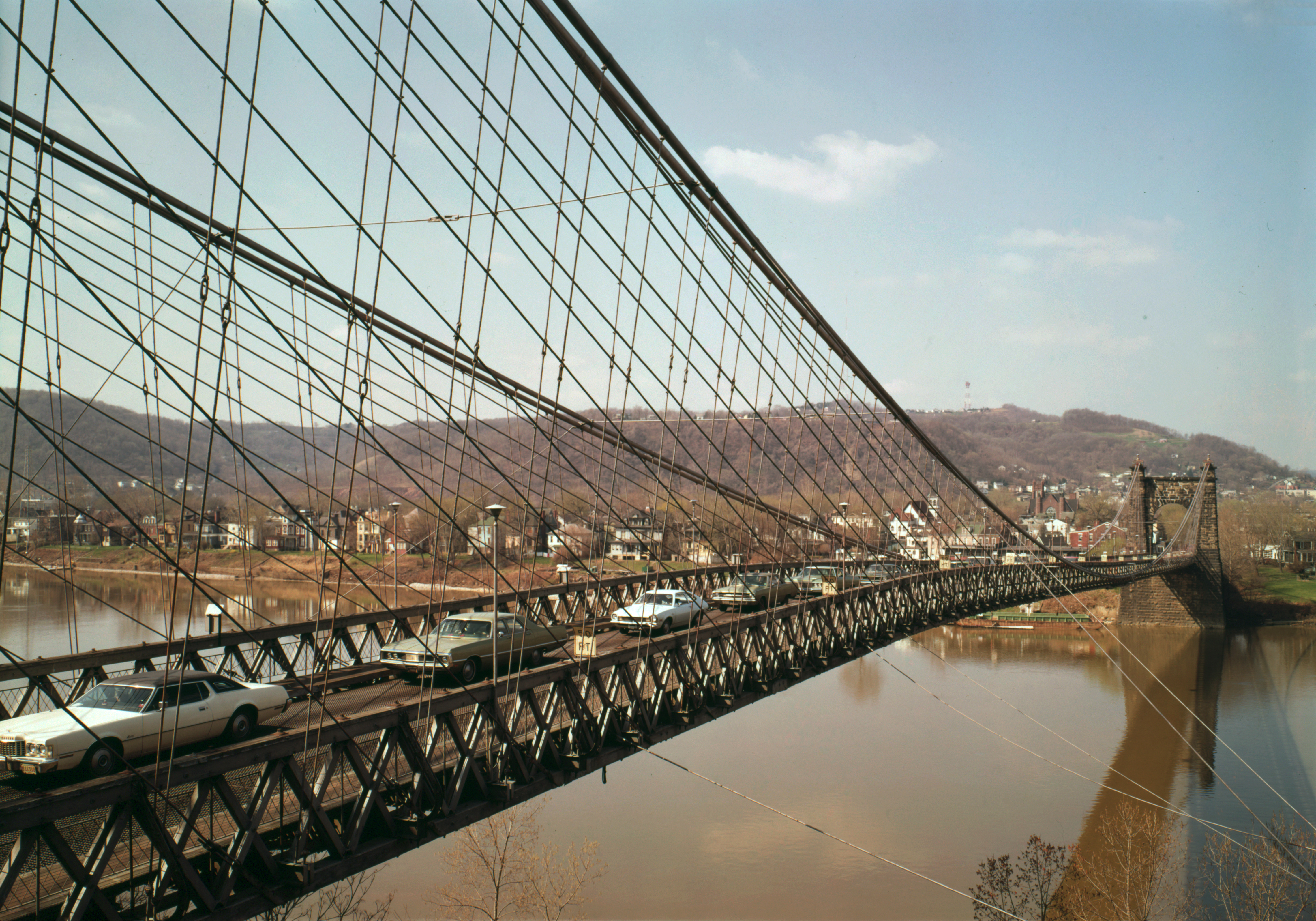
Wheeling Suspension Bridge

Die Wheeling Suspension Bridge ist eine Hängebrücke, die den Ohio River in Wheeling, West Virginia überspannt. Zwischen 1849 und der Eröffnung der  ersten Lewiston–Queenston Suspension Bridge im Jahr 1851 war die Brücke die längste Hängebrücke der Welt. Sie wurde von Charles Ellet Jr. erbaut.
1854 stürzte die Fahrbahn der Brücke  infolge eines schweren Sturmes ein und wurde von Ellet repariert. Die Brücke ist nach einer Reihe weiterer Reparaturen auch heute noch in Gebrauch.
Die Brücke überspannt eine Distanz von 308 Meter (1010 Fuß) über den Ohio River, so dass Boote unter ihr passieren können. 1860 wurde sie von Ellets Mitarbeiter McComas und 1872 von Washington Roebling erneuert. Heute ist die Brücke die älteste Hängebrücke für Fahrzeuge, die noch immer genutzt wird.
Die Wheeling Suspension Bridge wurde 1968 von der American Society of Civil Engineers in die List of National Historic Civil Engineering Landmarks aufgenommen. Seit dem 26. Januar 1970 ist die Brücke als Struktur im National Register of Historic Places eingetragen. Im Mai 1975 erhielt sie den Status eines National Historic Landmarks. Außerdem ist die Wheeling Suspension Bridge Contributing Property des Wheeling Island Historic Districts, der im April 1992 als Historic District kreiert wurde.